# Tocina
Tocina es un municipio español de la provincia de Sevilla, Andalucía. En 2019 contaba con 9501 habitantes (INE, 2019). Ocupa una superficie de 14 km² y tiene una densidad de 598,62 hab/km². Se encuentra situada a una altitud de 27 m s. n. m. y a 37 kilómetros de la capital de provincia, Sevilla.
En su territorio municipal, Tocina cuenta con un núcleo urbano llamado Los Rosales, situado a 1,7 km y que carece de ayuntamiento propio. Se creó a partir de los trabajadores de la azucarera que vivían cerca de esta y por la estación de tren.

## Historia
En palabras de María Dolores Gordón, el macrotopónimo actual, Tocina, remonta con total seguridad a un nombre de VILLA de época romana, formado a base del genérico [VILLA] seguido del antropónimo del que sería el propietario, y el sufijo de carácter adjetivo -ANA, en el que se ha verificado con posterioridad, en hispanoárabe, un cierre del timbre vocálico (imela en segundo grado: -ANA>-ena>-ina). Se han propuesto varias hipótesis para explicar la base léxica, identificando la raíz del topónimo con la de nombres como ODUCIUS, TUSCUS, TUSCIUS o TUCCIUS. María Dolores Gordón, Catedrática de la Universidad de Sevilla y especialista en Toponimia Hispánica, ofreció en su libro Toponimia sevillana. 
Ribera, Sierra y Aljarafe (Sevilla, 1995) una explicación fonética y sociolingüística convincente que tenía en cuenta la base ODUC- atestiguada en fuentes antiguas del área. La autora mantiene que es mucho menos probable la presunción de bases como TUSCIUS o TUCCIUS, formas no documentadas para esta zona y que no justifican todas las formas árabes recogidas en las fuentes de este periodo.María Dolores Gordón anuncia un trabajo monográfico profundo sobre la etimología de este topónimo mayor, que se halla en prensa y que verá la luz próximamente.

### Guerra Civil y posguerra
Tras el golpe de Estado del 18 de julio de 1936, que dio inicio a la guerra civil española, el municipio quedó encuadrado en la zona republicana y se creó un Comité conformado por los partidos del Frente Popular y los sindicatos. Sin embargo, el sargento al mando de la Guardia Civil de Tocina se negó a obedecer a las autoridades y la guarnición del pueblo se unió a los sublevados. Los guardias civiles se atrincheraron en el cuartel y resistieron hasta la entrada de las primeras tropas nacionalistas el 30 de julio, falleciendo el propio sargento y dos guardias. El régimen franquista les concedió la Laureada de San Fernando por su tenaz resistencia.
En los primeros días de la guerra, fueron llegando a Tocina refugiados republicanos huidos de otras localidades y de la capital, indignados por la violenta represión llevada a cabo por los sublevados. El 25 de julio un grupo de forasteros, al que se unieron algunos tocineros, saquearon la iglesia parroquial y destruyeron imágenes y objetos de culto.
La columna franquista que entró en Tocina el 30 de julio —compuesta por legionarios y regulares que estaban apoyados por falangistas, requetés, guardias civiles y soldados de reemplazo— estaba al mando del comandante Gutiérrez Pérez. Tras la brutal ocupación de Cantillana, entraron en Tocina a cañonazos y disparando a la población civil. Varios centenares de vecinos huyeron, y muchos otros fueron detenidos. Un grupo de 35 a 40 hombres fue concentrado junto a la casa del Pueblo, la mayoría de ellos posteriormente conducidos al molino de aceite donde fueron asesinados con ametralladoras. La represión continuó en el pueblo, donde eran saqueados los bienes de los huidos y asesinadas las personas consideradas izquierdistas o sus familiares, entre ellas dos hermanas por haber recitado coplillas o chistes anticlericales en Carnaval. 
Las cifras exactas de los republicanos asesinados no se conocen: en 1938, la Guardia Civil cuantificaba en 125 los fusilados en Tocina. A estos habría que añadir los asesinados por los sublevados fuera de Tocina, como el maestro del pueblo, fusilado en Sevilla por la Falange y enterrado en lugar desconocido. Un vecino falleció en el campo de concentración franquista de Sanlúcar la Mayor, y también otro que había sido deportado al campo de concentración nazi de Gusen. Los nombres de siete vecinos figuran como desaparecidos, y de casi un centenar de huidos no se tienen noticias desde entonces.

## Cultura
La fecha de celebración de la Feria es el primer domingo de septiembre. Antes se celebraba en el Paseo o Gran Avenida, pero ahora se lleva a cabo en el Gran Recinto Ferial Municipal «28 de Febrero».
Tocina es un pueblo que atrae visitantes durante la primera quincena de septiembre, cuando se celebran las conocidas Fiestas de la Función del Señor. La celebración tiene su momento culmen el 14 de septiembre, día de fiesta local en el municipio, con la salida en procesión de gloria de la Venerada Imagen del Santísimo Cristo de la Vera-Cruz.

## Geografía humana

### Demografía
Cuenta con una población de 9373 habitantes (INE 2024).
| Gráfica de evolución demográfica de Tocina entre 1842 y 2021                                                          |
| |
| Población de derecho según los censos de población del INE. Población de hecho según los censos de población del INE. |

### Economía
Su economía se basa principalmente en la agricultura, melocotón, naranja, maíz y algodón. También juegan un papel muy importante el almacén de frutas, que clasifican, empaquetan y distribuyen las frutas procedentes de las explotaciones locales, el sector secundario y sector terciario juegan papeles secundarios en la economía de la localidad. Cuenta el municipio con variados locales de ocio, bares, pubs, salón de actos, centro cívico y casa de la tercera edad.

#### Evolución de la deuda viva municipal
| Gráfica de evolución de Deuda viva del Ayuntamiento de Tocina entre 2008 y 2019                                |
| |
| Deuda viva del Ayuntamiento de Tocina en miles de Euros según datos del Ministerio de Hacienda y Ad. Públicas. |

### Transporte
La estación de cercanías Los Rosales hace muy rápida su comunicación con la capital, (31 minutos con la línea C1 y 33 o 34 minutos con la línea C3), y es usada a diario por multitud de estudiantes y trabajadores que viajan a la capital, además de una línea que comunica con los municipios de la Sierra Norte de Sevilla y otra hacia Córdoba.

## Educación
El municipio de Tocina cuenta con un instituto de educación secundaria, el IES Ramón y Cajal. La tradición ha querido situar en Tocina el origen de la bandera andaluza.[cita requerida]

## Monumentos
- Iglesia Parroquial de San Vicente Mártir, templo barroco del siglo XVIII.
- Iglesia Parroquial de Nuestra Señora de Fátima, templo construido en el siglo XX.
- Ermita de Nuestra Señora de la Soledad, construida por los devotos de esta imagen en el siglo XVIII.
- Chimenea de la antigua azucarera San Fernando.
- El pozo de Los Cuatro Santos. La tradición indica que en ese lugar aparecieron los cuerpos de los santos patronos de Tocina.
- El pozo de la antigua Ermita del Santísimo Cristo de la Vera-Cruz, que aún se conserva en la Avenida Pozo de la Ermita.